# Gonnelien Rothenberger
Gonnelien Rothenberger, född den 5 juni 1969 i Weert, Nederländerna, är en nederländsk ryttare.
Hon tog OS-silver i lagtävlingen i dressyr i samband med de olympiska ridsporttävlingarna 1996 i Atlanta.